# Pipistrellus paterculus
Pipistrellus paterculus är en fladdermusart som beskrevs av Thomas 1915. Pipistrellus paterculus ingår i släktet Pipistrellus och familjen läderlappar. Internationella naturvårdsunionen kategoriserar arten globalt som livskraftig. Inga underarter finns listade i Catalogue of Life. Wilson & Reeder (2005) skiljer mellan två underarter.
Arten har 27 till 34 mm långa underarmar, en svanslängd av 29 till 34 mm, 7,5 till 12mm stora öron och en vikt av 4,5 till 6 g. Pälsen på ovansidan bildas av hår som är över hela längden mörkbruna och på undersidan är håren nära roten mörkbruna och sedan sandbruna. På toppen av de övre framtänderna finns bara en knöl. Djurets öron är ungefär trekantiga men toppen är avrundat och den broskiga fliken (tragus) är kort samt bred. Pipistrellus paterculus skiljer sig även i konstruktionen av hannens penis från andra släktmedlemmar. Till exempel är penisbenet 9 till 12 mm lång.
Denna fladdermus förekommer med flera från varandra skilda populationer i södra och sydöstra Asien från regionen Kashmir till Vietnam. Den största populationen lever i Myanmar. Arten vistas i låglandet och i bergstrakter upp till 1500 meter över havet. Habitatet utgörs av olika slags skogar. Pipistrellus paterculus besöker även odlade regioner.
Individerna vilar i trädens håligheter, i grottor, i det täta bladverket eller under byggnadernas tak.